# Хацревин, Захар Львович
Захар (Захарий) Львович Хацревин (5 сентября 1903, Витебск — 19 сентября 1941, Борисполь, Киевская область, Украинская ССР) — советский писатель, сценарист и переводчик, журналист, военный корреспондент.

## Биография
Родился 5 сентября 1903 года в Витебске в еврейской семье.
Начал писать с 1922 года. Окончил Институт восточных языков, по специальности иранистика. Ряд книг написаны в соавторстве с Б. М. Лапиным и Л. Славиным.
Один из авторов книги «Беломорско-Балтийский канал имени Сталина» (1934).
Участник боёв за Халхин-Гол. Автор «Писем с фронта» в газете «Красная звезда». Военный корреспондент на советско-финской войне.
Участник Великой Отечественной войны, спецкор газеты «Красная Звезда». Погиб вместе с Лапиным на фронте в бою под Киевом осенью 1941 года.
Автор написанного также вместе с Лапиным пророческого стихотворения «Погиб репортёр в многодневном бою».
Награждён медалью «За боевые заслуги» (1939).

## Семья
- Родители — Лев Соломонович (Лейб Залманович) Хацревин и Ревекка Вениаминовна Хацревина[6].
- Двоюродные братья — доктор химических наук Захар Александрович Роговин, физик-теоретик Юрий Моисеевич Каган, инженер Наум Александрович Роговин, доктор технических наук Борис Моисеевич Каган, учёный в области автоматики, кибернетики и вычислительной техники.
- Двоюродные сёстры — актриса Валентина Григорьевна Вагрина и писатель Елена Моисеевна Ржевская.

## Произведения
- Америка граничит с нами (1932)
- Сталинабадский архив (1932)
- Тегеран (1933)
- Путешествие (1937)
- Рассказы и портреты (1939)
- Лето в Монголии (1939)

## Фильмография
- 1936 — Сын Монголии
- 1942 — Его зовут Сухэ-Батор (совм. с Б. Лапиным)[7]